# 姜云升
姜云升（1996年6月1日—），本名姜振乾，中國饒舌男歌手，生於雲南省昆明市。2020年參加歌唱節目《説唱新世代》，止步於最終決賽的第九名。知名作品如歌曲〈真沒睡〉（2019年）、〈成名〉（2020年），以及專輯《SAD》（2021年）、《浪漫主义》（2021年）、《迄今为止的生命里》（2023年）和《致素未谋面却如此相似的我们》（2024）。其中，〈真沒睡〉即最廣為流傳的代表作，甚至被中國網友列入2023年華語樂壇新四大天王的行列。

## 外部連結
- 姜云升的新浪微博
- 豆瓣上的姜云升 （页面存档备份，存于）